# Triatlón en los Juegos Suramericanos de Playa de 2019
El triatlón en los Juegos Suramericanos de Playa de Rosario 2019 estuvo compuesto de tres torneos disputados del 14 al 16 de marzo de 2019.

## Medallero
| Núm.  | País      | Oro | Plata | Bronce | Total |
| ----- | --------- | --- | ----- | ------ | ----- |
| 1     | Chile     | 2   | 0     | 1      | 3     |
| 2     | Argentina | 1   | 2     | 1      | 4     |
| 3     | Colombia  | 0   | 1     | 1      | 2     |
| Total | Total     | 3   | 3     | 3      | 9     |

## Resultados

### Eventos masculinos
| Evento               | Oro                        | Plata                           | Bronce                         |
| -------------------- | -------------------------- | ------------------------------- | ------------------------------ |
| Relevo (14 de marzo) | Chile · Diego Moya · 56.11 | Argentina Luciano Taccone 56.18 | Argentina Facundo Medard 56.29 |

### Eventos femeninos
| Evento               | Oro                               | Plata                          | Bronce                             |
| -------------------- | --------------------------------- | ------------------------------ | ---------------------------------- |
| Relevo (14 de marzo) | Argentina Romina Biagioli 1:03.49 | Colombia · Lina Raga · 1:04.13 | Chile · Macarena Salazar · 1:04.56 |

### Evento mixtos
| Evento                     | Oro                                                                                 | Plata                                                                            | Bronce                                                                      |
| -------------------------- | ----------------------------------------------------------------------------------- | -------------------------------------------------------------------------------- | --------------------------------------------------------------------------- |
| Equipo Mixto (16 de marzo) | Chile · Catalina Salazar · Macarena Salazar · Diego Moya · Felipe Barraza · 1:15.40 | Argentina Romina Biagioli Delfina Álvarez Luciano Taccone Facundo Medard 1:16.03 | Colombia · Lina Raga · Maira Vargas · Hugo Ruíz · Eduardo Londoño · 1:16.08 |